# Nemotelus lanatus
Nemotelus lanatus är en tvåvingeart som beskrevs av James 1974. Nemotelus lanatus ingår i släktet Nemotelus och familjen vapenflugor.
Artens utbredningsområde är Colombia. Inga underarter finns listade i Catalogue of Life.